# A széttáncolt cipellők (film)
A széttáncolt cipellők (eredeti cím: Die zertanzten Schuhe) 2011-ben bemutatott egész estés német televíziós film, amely a Grimm fivérek meséje nyomán készült. A forgatókönyvet Gabriele Kreis írta, a filmet Wolfgang Eissler rendezte, a zenéjét Marian Lux szerezte, a producere Milena Maitz volt.
Magyarországon 2013. október 19-én vetítették le a televízióban.

## Cselekmény
Az ország minden reggel a király hatalmas sajnálkozó kiáltására ébred. Hiába zárja be tizenkét lányának szobáját esténként, a cipőik talpa egytől egyig kilyukadt reggelre. Hogy lehet ez? A lányok elhallgatják az igazságot apjuk előtt. Az udvarmester feladata találni egy olyan férfit, aki megfejti a hercegnők titkát. Így talál rá a furfangos bábjátékosra, aki vállalja a kihívást, megfogadva egy titokzatos öregasszony tanácsait, így elnyeri méltó jutalmát...

## Szereplők
| Szereplő      | Színész             | Magyar hang       | Leírás |
| ------------- | ------------------- | ----------------- | ------ |
| Anton         | Carlo Ljubek        | Seszták Szabolcs  |        |
| Amanda        | Inez Björg David    | Czető Zsanett     |        |
| Károly király | Dieter Hallervorden | Láng József       |        |
| Hoppmester    | Andreas Schmidt     | Karácsonyi Zoltán |        |
| Öregasszony   | Ruth Glöss          | Kassai Ilona      |        |
| Friderike     | Janina Flieger      | Szabó Zselyke     |        |
| Luise         | Luise von Finckh    | Gulás Fanni       |        |